# Edificio Caixa Catalunya
El edificio Caixa Catalunya es un edificio situado en el chaflán de la plaza de Antonio Maura con Vía Layetana, sede histórica de Caixa Catalunya, actualmente BBVA, y anteriormente fue sede del Banco de España en Barcelona.
El edificio fue construido entre 1930 y 1939 por los arquitectos José Yárnoz Larrosa y Luis Menéndez-Pidal Álvarez para alojar la sede del Banco de España en la ciudad condal. El estilo es clásico, con una decoración interior de secesión vienesa, unos recursos de referente centroeuropeo poco utilizados en Cataluña.
En referencia al Banco de España, se construyó una estación del metro de Barcelona denominada Banc que nunca entró en funcionamiento.

## Referencias

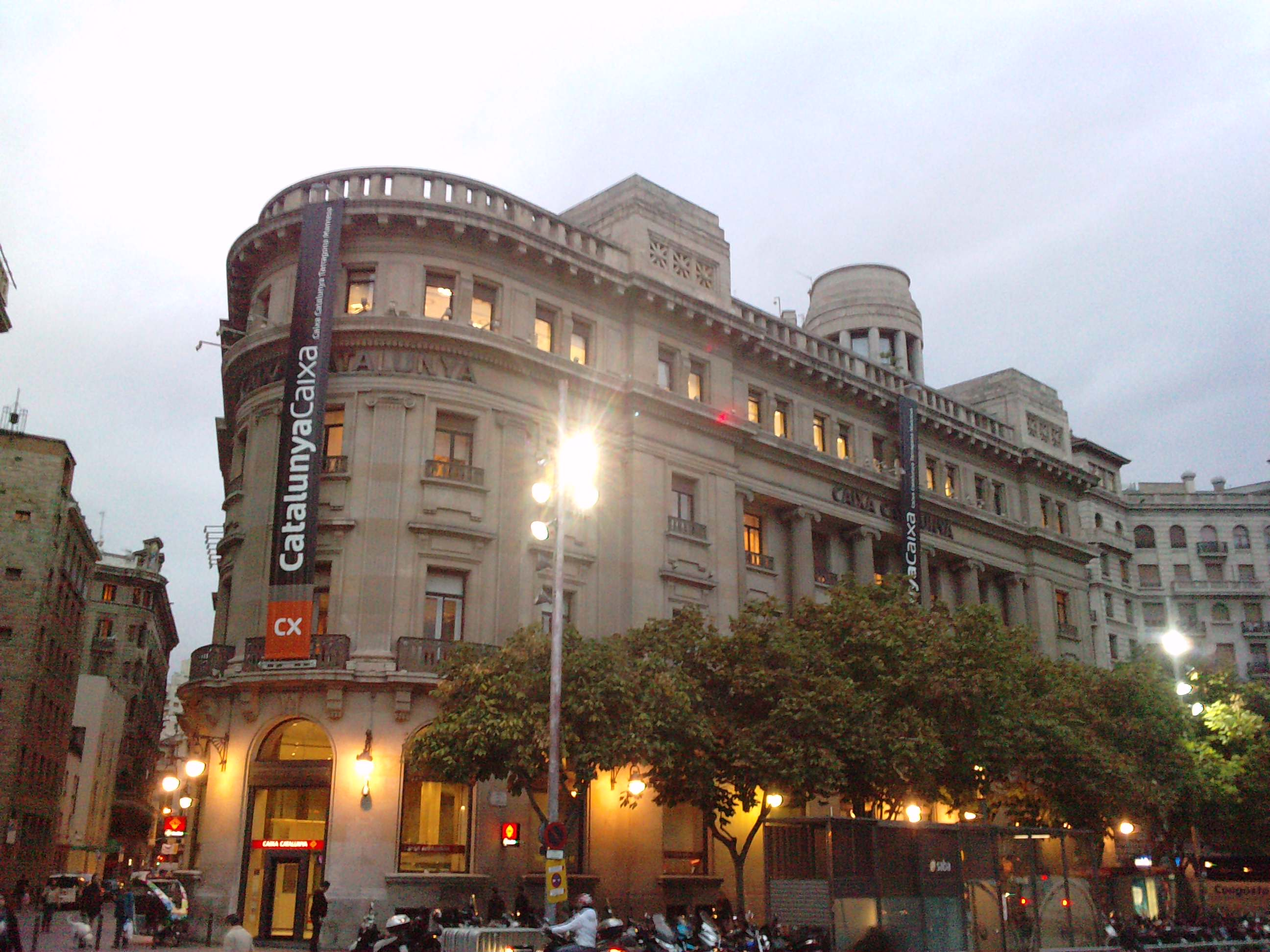
Vista desde la avenida de la Catedral.